# Мехитаристички манастир у Бечу
Мехитаристички манастир у Бечу (јерм. Վիեննայի Մխիթարեան վանք, Viennayi Mkhit′arean vank′) један је од два манастира Јерменске католичке мехитаристичке конгрегације у Бечу, главном граду Аустрије. Главно средиште реда налази се у Сан Лацару дељи Армени у Венецији, од којег се бечки огранак одвојио 1773. године. Огранак се у почетку налазио у Трсту, а у Беч се преселио 1805. године. Послије вјековне раздвојености, оба огранка су се ујединила 2000. године. Бечки манастир је проглашен њиховом примарном опатијом. Све до почетка 20. вијека био је важна научна институција. Сада садржи велики број јерменских рукописа, западнојерменских часописа, новчића и других предмета.
Бечки мехитаристи производе биљни ликер познат као Мхитарин — популаран у Аустрији — који продају у својој радњи. Производе га од 1889. и то им је главни извор примања. Остали извори прихода укључују изнајмљивање некретнина и обиласке с водичем.

## Историја конгрегације
Мехитаристичка конгрегација у Бечу настала је 1773. када је група монаха напустила острво Сан Лацаро у Венецији и настанила се у Трсту, који тада био под аустријском (хабзбуршком) влашћу. Надвојвоткиња Марија Терезија им је пожељела добродошлицу и 30. маја 1775. дозволила да оснују манастир и цркву и оперативну штампарију. Послије Наполеонове инвазије и заузимања Трста, мехитаристи су се 1805, пошто су били хабзбуршки поданици, преселили у пријестоницу Аустријског царства — Беч. Населили су се у Ам Плацл 1811, напуштеном капуцинерском самостану одмах изван градских зидина, у околини цркве Светог Урлиха. Конгрегација је стекла право на имовину 1814. године.
Аустријски канцелар Игнац Зајпел је 1925. описао мехитаристе као „прве пионире аустријске културе на Истоку.”
Према Католичкој енциклопедији из 1912. у Бечу је живјело од укупно 2.004.493 становника било 125 католика јерменског обреда. Од 1901. манастир је имао 10 мехитаристичких свештеника, у поређењу са 16 свештеника у Сан Лацару. Почетком 2010. број отаца који су боравили у манастиру био је 5—6 или 7.

### Данас
Данас је један од мање познатих богомоља у Бечу, упркос томе што се налази у центру града. Око 4000 људи годишње посјети манастир, укључујући пензионере, ученике, туристе, нарочито оне јерменског поријекла. Посљедњих година, политичари и званичници као што су јерменски предсједник Серж Саргсјан, српски предсједник Томислав Николић, аустријски посланици, амбасадори у Аустрији и аустријске дипломате, били су у посјети манастиру. Недјељној миси присуствује 30—50 људи, како Јермена (укључујући некатолике) тако и нејерменских католика.

## Манастир
Садашње манастирско здање пројектовао је Јозеф Корнхојзел. Под покровитељством цара Фердинанда I и царице Марије Ане, пројектовање је почео 1835, а камен темељац је положен 18. октобра 1837. године. Зграда која се протеже дуж Мехитаристенгасеа, има четири спрата. Зидна слика из 1839. која приказује Засићење мноштва народа њемачког сликара романтичара Лудвига Фердинанда Шнора фон Каролсфелда налази се у трпезарији, која је изграђена по Корнхојзеловом пројекту.
Манастиру су 1874. додата два крила и нова црква, што је била посљедња велика преправка у комплексу. Манастир је значајно порастао у односу на првобитну величину и сада заузима скоро читаву дужину Мехитаристенгасеа. Унутрашњост цркве, познате као Кирхе Марија Шутц, дизајнирао је Камило Зите у неоренесансном стилу. Освећена је 15. августа 1874. године. Олтар задржи слику коју је Зите именовао као Света Марија заштитница Јерменије од оца и сина Шнор фон Каролсфелда. Бочни олтар, посвећен Григорију Просветитељу, дизајнирао је Теофил Ханзен, неокласични архитекта рођен у Данској, познат по Згради Парламента Аустрије. Црква је обновљена 1901. и поново 1958. године. Црква је посљедњи пут обновљена 2011. године. У дворишту манастира 2015. је свечано постављен хачкар посвећен жртвама геноцида над Јерменима.

## Збирке
Манастир чува значај број старовјековних и средњовјековних рукописа, новчића, народних ношњи, ћилима, књига, периодика и других предмета.

…чувари изузетне и свеобухватне библиотеке са највећом свјетском збирком јерменске периодике и новина, сјајном збирком рукописа и музејом са непроцјенљивим ризницама јерменске умјетности, све што је каталогизовано је рестауирано и научно описано. Без претјеривања се може описати као „Јерменска национална библиотека”, јер су у њој сакупљене све јерменске публикације до данас. То је, да тако кажем, симбол значајног интелектуалног средишта изван матичне земље.

Чланак Austria Today из 1984. о мехитарисима у Бечу.
Према Бернарду Кулију, манастир чува око 2800 јерменских рукописа, што га чини четвртом по обиму збирком на свијету послије Матенадарана, јерменске Јерусалимске патријаршије и Сан Лацара деље Армени. Према Рубену Полу Адалијану и веб-станици конгрегације број рукописа је 2600.
Конгрегација тврди да садржи највећу збирку јерменских часописа — од око 70.000 томова. Гиа Аивазиан, књижевник, примјетио је 1981. да бечки мехитаристи држе најбољу збирку ретроспективних издања западнојерменске периодике. Манастирска збирка има око 120.000 књига на јерменском и 15.000 књига на другим језицима о јерменској историји, језику и другим областима.
Нумизматичар Пол З. Бедукијан је у својој књизи из 1973. примјетио да Мехитаристички манастир у Бечу посједује око 3200 јерменских новчића (укључујући стотине из Јерменског краљевства Киликије), што је највећа збирка јерменског новца на свијету. Најстарији новчићи потичу из 4. вијека п. н. е. Ту су и други јерменски културни предмети, као што су ћилими, керамика, сребрни прибор, слике Нагаша Овнатана и Ивана Ајвазовског.

## Научни рад и публикације
Мехитаристи у Бечу су постали посебно познати у области филологије и језика под утицајем њемачке склоности ка рационалном мишљењу. Публикације мехитариста, како у Сан Лацару, тако и у Бечу, умногоме су допринијеле префињености западнојерменског књижевног језика.
Манастир је имао сопствену штампарију до око 2000. године. Његова издања се од тада штампају у Јеревану. Почетком 20. вијека издавачка кућа бечких мехитариста је садржала 70 јерменских фонтова, више него било која друга. Једна енглеска публикација из 1839. писала је да је њихова „одлична штампарија издала мноштво побожних и корисних публикација.”
Научни периодикал Handes Amsorya („Мјесечни преглед”) бечки мехитаристи објављују од 1887. године. То је други најстарији јерменски часопис који се и данас штампа. Поред бројних јерменских научника, у часопису су објављени и радови страних научника, као што су Хајнрих Хибшман и Николај Мар. Служио је као средњи круг између јерменских и европских стипендија.
У штампарији мехитаристичког манастира у Бечу штампана су дјела Вука Стафановића Караџића, Петра II Петровића Његоша, Антуна Мажуранића и Јосипа Јураја Штросмајера. Њихова дјела су на својеврстан начин образовала српску или хрватску културу.